# 내셔널 시어터 라이브

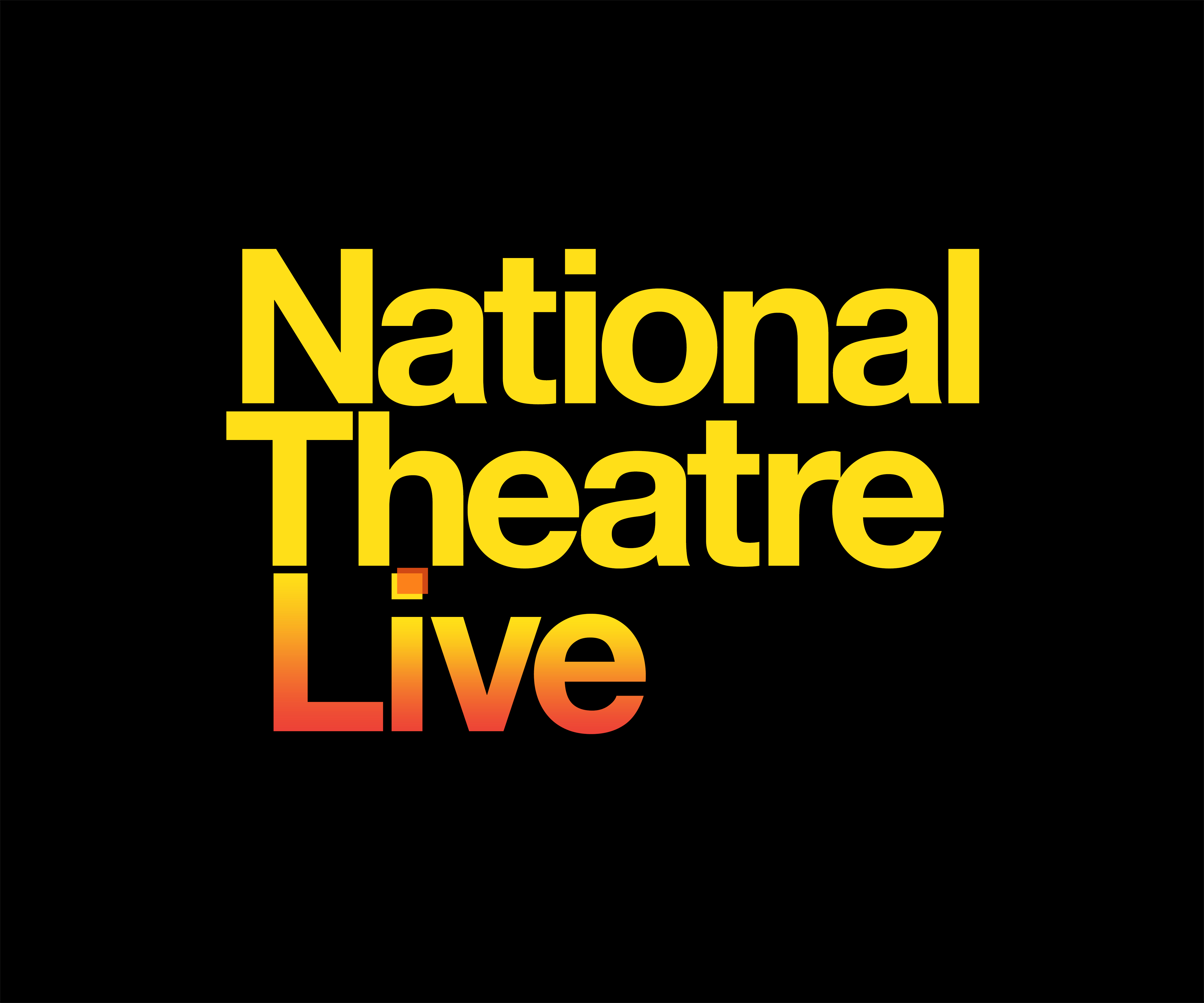
로고

내셔널 시어터 라이브(National Theatre Live)는 로열 내셔널 시어터가 운영하는 프로젝트이다. 위성을 통해 자신이 제작한 공연(및 다른 극장의 공연)을 전 세계 영화관과 예술 센터에 생중계한다.

## 라이브 방송

### 시즌 1
- 페드르
- 끝이 좋으면 다 좋아

### 시즌 2
- 햄릿
- 리어왕

### 시즌 3
- 실수 연발

### 시즌 4
- 아테네의 타이먼
- 맥베스 (희곡)

### 시즌 5
- 오셀로
- 코리올레이너스
- 리어왕

### 시즌 6
- 메데이아 (에우리피데스)
- 욕망이라는 이름의 전차
- 사람과 초인
- 만인 (희곡)

### 시즌 7
- 햄릿
- 당신 뜻대로

### 시즌 8
- 서푼짜리 오페라
- 세인트 존 (희곡)
- 헤다 가블레르
- 십이야
- 로젠크란츠와 길덴스턴은 죽었다
- 누가 버지니아 울프를 두려워하랴
- 피터 팬
- 예르마

### 시즌 9
- 뜨거운 양철지붕 위의 고양이
- 아폴로 극장 (런던)
- 줄리어스 시저 (희곡)
- 맥베스 (희곡)

### 시즌 10
- 율리에 아씨
- 리어왕
- 안토니와 클레오파트라
- 리처드 2세 (희곡)
- 이브의 모든 것 (영화)
- 리먼 트릴로지

### 시즌 11
- 플리백
- 한여름 밤의 꿈
- 시라노 드 베르주라크 (희곡)

### 시즌 12
- 헨리 5세 (희곡)
- 헛소동
- 갈매기 (희곡)

### 시즌 13
- 오셀로
- 파이 이야기
- 플리백

### 시즌 14
- 바냐 아저씨

## 같이 보기
- 메트로폴리탄 오페라 고선명 라이브
- 로열 내셔널 시어터